# 亚罗士打吉华国民型华文中学
吉华国民型华文中学是马来西亚一所国民型华文中学。於1911年建校，吉华华中已有百年历史，是马来西亚历史悠久的学府之一。
吉华华中的特征在于每位学生必须修读和报考初中评估考试和马来西亚教育文凭中的华文科。这项措施后来被马来西亚大部分的国民型华文中学接纳。